# Batalla d'Uji (1180)
La primera batalla d'Uji (1180) de les guerres Genpei és reconeguda per haver començat les guerres Genpei. El 1180 el príncep Mochihito, candidat preferit del clan Minamoto per al tron imperial, va ser perseguit per forces del clan Taira fins Mii-dera, un temple al costat de Kyoto. A causa de la interferència d'un monjo de Mii-dera favorable al clan Taira, l'exèrcit del clan Minamoto va arribar massa tard per defensar el pont.
Minamoto no Yorimasa va dirigir al príncep Mochihito juntament amb l'exèrcit del clan i un grup de monjos guerrers del Mii-dera al sud fins a Nara.
Van travessar el riu Uji i van intentar destruir el pont per evitar la persecució del clan Taira. Tres monjos guerrers amb nomenats al Heike monogatari: Gochin no Tajima, Tsutsui Jomyo Meishu, i Ichirai Hoshi. Aquests tres, juntament amb els altres monjos-guerrers lluitar amb arcs i sagetes, diferents armes, ganivets i naginata.
No obstant això les forces Taira van aconseguir travessar el riu i arribar a l'exèrcit Minamoto. Yorimasa intentar ajudar el príncep a fugir, però va ser assolit per una sageta. A causa d'això es va suïcidar per la forma ritual del seppuku, començant així el precedent de suïcidar-se abans que rendir-se, que seria honrat fins i tot durant la Segona Guerra Mundial. És el primer seppuku que es coneix en la història. El príncep va ser capturat i executat pels guerrers Taira.